# Le Livre magique
Le Livre magique je francouzský němý film z roku 1900. Režisérem je Georges Méliès (1861–1938). Film trvá necelé tři minuty.
Jedná se o jeden z mnoha filmů, ve kterém Méliès ztvárnil kouzelníka. Jména dalších herců nejsou známa.

## Děj
Kouzelník otevírá velkou magickou knihu, jejíž ilustrace oživuje. Mezi oživenými bytostmi je Pulcinella, Harlekýn, Pierot, Kolombína a Pantalone. Kouzelník je nakonec všechny vrátí, i když Pierot dělá chvíli potíže. Poté co kouzelník velkou knihu zavře, tak na něj spadne. Kouzelníkovi se nic nestane, protože se dokázal přemístit, nicméně když se vrací do místnosti, tak knihu pro jistotu odnáší pryč.